# Природный парк Республики Калмыкия
Природный парк Республики Калмыкия — особо охраняемая природная территория регионального значения. Природный парк образован постановлением Народного Хурала (Парламента) Республики Калмыкия от 24 ноября 1995 года № 195-I «О создании природного парка Республики Калмыкия».

## Географическое положение
Природный парк расположен в Юстинский районе Республики Калмыкия, на небольшом участке Волго-Ахтубинской поймы, находящейся в пределах республики. Территория парка протянулась на 8 км вдоль левого берега реки Волги напротив посёлка Цаган Аман. Природоохранная значимость территории обусловлена наличием здесь видов, редких или совсем не характерных для остальной части территории Калмыкии.

## Основные задачи
Основные задачи:
- сохранение эталонных и уникальных природных комплексов и объектов, а также памятников истории, культуры и других объектов культурного наследия;
- сохранение природной среды, природных ландшафтов, объектов растительного и животного мира;
- создание условий для отдыха и регулируемого туризма;
- разработка и внедрение научных методов сохранения природных комплексов в условиях рекреационного использования;
- обеспечение содержания территории парка в соответствии с Правилами санитарного содержания территорий, организации уборки и обеспечения чистоты и порядка с учётом соблюдения условий режима особой охраны;
- экологическое просвещение населения;
- ведение экологического мониторинга.

## Растительный мир
В Природном парке преобладают лёгкие песчаные и супесчаные наносные почвы, на которых формируется интразональная растительность нескольких типов: болот, лугов и пойменных лесов. В пониженных местах расположены болотные сообщества, которые представлены плавнями — зарослями тростника южнорусского, рогоза узколистного и широколистного, камыша, клубнекамыша и осоки береговой. В условиях среднего увлажнения развиваются луга. На территории парка представлены несколько типов луговых сообществ. Пырейные луга развиваются на повышенных участках рельефа, преобладающим видом является пырей ползучий. Из однолетников наиболее распространён горец птичий, а среди многолетников — девясил британский, лапчатка серебристая и солодка голая. На более лёгких песчаных почвах формируются безостокостровые луга, где важнейшую роль в травостое играет костёр безостый, осоки чёрноколосая и ранняя. На территории Волго-Ахтубинского междуречья представлен и тополевый лес, среди которого на небольших лужайках растёт ежевика, более в Калмыкии нигде не встречающаяся.

## Животный мир

### Млекопитающие
Среди млекопитающих Природного парка можно встретить представителей отряда хищных — волка, лисицу, енотовидную собаку, горностая, ласку, а также американскую норку. Под особой охраной находится кабан. В большом количестве представлены зайцы-русаки и грызуны (суслики — малый и жёлтый, большой тушканчик, полевки, рыжая крыса, ондатра).

### Орнитофауна
Территория Природного парка является местом обитания, гнездования и отдыха во время перелётов для многих видов водоплавающих птиц (серая кряква, лебедь-шипун, лебедь-кликун), околоводных (цапли — большая белая, серая, рыжая) и степных (чёрный коршун, курганник, степной орёл, беркут, несколько видов луней). Встречается на территории парка и орлан-белохвост, занесённый в Международную Красную книгу и Красную книгу РФ.

### Ихтиофауна, земноводные, пресмыкающиеся
На территории Природного парка обитает 57 видов рыб, 2 вида амфибий, 6 видов пресмыкающихся. В период половодья затапливаемые низины привлекают на нерест воблу, жереха, сазана, а озёра и основные водные артерии парка — реки Волга и Кокцимень являются местообитаниями для щуки, сома, судака, карася, окуня, белого толстолобика и многих других видов. Поодиночке и небольшими группками встречаются болотные черепахи, ужи, Полозы, лягушки.

## Режим природного парка
На территории природного парка установлен дифференцированный режим охраны, защиты и использования с учётом местных природных, историко-культурных и социальных особенностей. В соответствии с этим на территории природного парка выделены следующие функциональные зоны:
- зоны заповедного режима, в пределах которых любое хозяйственное и рекреационное использование территории запрещено;
- зоны заказного режима, обеспечивающие условия сохранения природных объектов, в пределах которых допускается строго регулируемое рекреационное пользование;
- зоны познавательного туризма, предназначенные для организации экологического просвещения и ознакомления с достопримечательностями природного парка;
- зоны рекреационного использования, включая территории, предназначенные для спортивной и любительской охоты и рыболовства;
- зоны охраны историко-культурных объектов, обеспечивающие условия для сохранения комплексов и объектов культурного наследия;
- территории агроландшафтов, предназначенные для ведения сельского хозяйства экологически безвредными методами;
- зоны обслуживания посетителей, предназначенные для размещения гостиниц, палаточных лагерей и иных объектов туристического сервиса, культурного, бытового и информационного обслуживания;
- зоны хозяйственного назначения, в пределах которых ведутся хозяйственно-производственные работы, необходимые для обеспечения функционирования природного парка, а также удовлетворения основных нужд проживающего на его территории населения.